# Senior League World Series 2010
Die Senior League World Series 2010 war die 50. Austragung der Senior League Baseball World Series, einem internationalen Baseballturnier für Knaben zwischen 13 und 16 Jahren. Gespielt wurde in Bangor, Maine.

## Teilnehmer
Die zehn Mannschaften bildeten eine Gruppe aus sechs Mannschaften aus den Vereinigten Staaten und eine Gruppe aus vier internationalen Mannschaften.
| Vereinigte Staaten                       | International                                                   |
| ---------------------------------------- | --------------------------------------------------------------- |
| Bangor, Maine Gastgeber                  | Saipan, Nördliche Marianen Region Asien-Pazifik                 |
| Vineland, New Jersey Region Ost          | Lazio, Italien Region Europa, Mittlerer Osten und Afrika (EMEA) |
| Palm Bay, Florida Region Südost          | Edmonton, Alberta Region Kanada                                 |
| Houston, Texas Region Südwest            | San Nicolas, Aruba Region Lateinamerika                         |
| Manhattan Beach, Kalifornien Region West |                                                                 |
| Holmes County, Ohio Region Zentral       |                                                                 |

## Ergebnisse
Die Teams wurden in zwei Gruppen eingeteilt. Jeder spielte gegen Jeden in seiner Gruppe, die beiden Ersten spielten gegeneinander den Finalplatz aus.

### Vorrunde

#### Gruppe A
| Platz | Region    | W | L | %     |
| ----- | --------- | - | - | ----- |
| 1.    | Ost       | 4 | 0 | 1.000 |
| 2.    | Gastgeber | 3 | 1 | 0.750 |
| 3.    | Südwest   | 2 | 2 | 0.500 |
| 4.    | EMEA      | 1 | 3 | 0.250 |
| 5.    | Kanada    | 0 | 4 | 0.000 |

| Datum      | Zeit  | Stadion           | Begegnung | Begegnung | Begegnung | Ergebnis |
| ---------- | ----- | ----------------- | --------- | --------- | --------- | -------- |
| 15. August | 12:00 | Mansfield Stadium | Kanada    | –         | Gastgeber | 0:8      |
| 15. August | 17:30 | Mansfield Stadium | Südwest   | –         | EMEA      | 3:1      |
| 16. August | 13:00 | Mansfield Stadium | Ost       | –         | Kanada    | 10:0     |
| 16. August | 17:00 | Mansfield Stadium | Gastgeber | –         | EMEA      | 13:0     |
| 17. August | 10:00 | Mansfield Stadium | Südwest   | –         | Ost       | 8:9      |
| 17. August | 17:00 | Mansfield Stadium | EMEA      | –         | Kanada    | 13:6     |
| 18. August | 17:00 | Mansfield Stadium | Ost       | –         | Gastgeber | 10:5     |
| 18. August | 20:00 | Mansfield Stadium | Kanada    | –         | Südwest   | 5:7      |
| 19. August | 17:00 | Mansfield Stadium | Gastgeber | –         | Südwest   | 4:3      |
| 19. August | 20:00 | Mansfield Stadium | EMEA      | –         | Ost       | 6:11     |

#### Gruppe B
| Platz | Region        | W | L | %     |
| ----- | ------------- | - | - | ----- |
| 1.    | West          | 4 | 0 | 1.000 |
| 2.    | Lateinamerika | 3 | 1 | 0.750 |
| 3.    | Zentral       | 2 | 2 | 0.500 |
| 4.    | Südost        | 1 | 3 | 0.250 |
| 5.    | Asien-Pazifik | 0 | 4 | 0.000 |

| Datum      | Zeit  | Stadion           | Begegnung     | Begegnung | Begegnung     | Ergebnis |
| ---------- | ----- | ----------------- | ------------- | --------- | ------------- | -------- |
| 15. August | 14:30 | Mansfield Stadium | Südost        | –         | West          | 1:2      |
| 15. August | 20:00 | Mansfield Stadium | Lateinamerika | –         | Asien-Pazifik | 8:4      |
| 16. August | 10:00 | Mansfield Stadium | Zentral       | –         | Südost        | 12:2     |
| 16. August | 20:00 | Mansfield Stadium | West          | –         | Lateinamerika | 5:3      |
| 17. August | 13:00 | Mansfield Stadium | Lateinamerika | –         | Zentral       | 17:1     |
| 17. August | 20:00 | Mansfield Stadium | Asien-Pazifik | –         | West          | 0:11     |
| 18. August | 10:00 | Mansfield Stadium | Südost        | –         | Lateinamerika | 3:7      |
| 18. August | 13:00 | Mansfield Stadium | Zentral       | –         | Asien-Pazifik | 14:4     |
| 19. August | 10:00 | Mansfield Stadium | West          | –         | Zentral       | 6:3      |
| 19. August | 13:00 | Mansfield Stadium | Asien-Pazifik | –         | Südost        | 5:6      |

### Finalrunde
|  | Halbfinale       | Halbfinale |                  |              | Weltmeisterschaft | Weltmeisterschaft |
|  |                  |            |                  |              |                   |                   |
|  | 20. August       |            |                  |              |                   |                   |
|  | B2 Lateinamerika | 3          |                  |              |                   |                   |
|  | A1 Ost           | 2          |                  |              | 21. August        | 21. August        |
|  |                  |            | B2 Lateinamerika | 8            |                   |                   |
|  | 20. August       | 20. August |                  | A2 Gastgeber | 1                 |                   |
|  | A2 Gastgeber     | 9          |                  |              |                   |                   |
|  | B1 West          | 3          |                  |              |                   |                   |
|  |                  |            |                  |              |                   |                   |

## Weblink
- Offizielle Webseite der Senior League World Series